# Koningsmoord van Lissabon

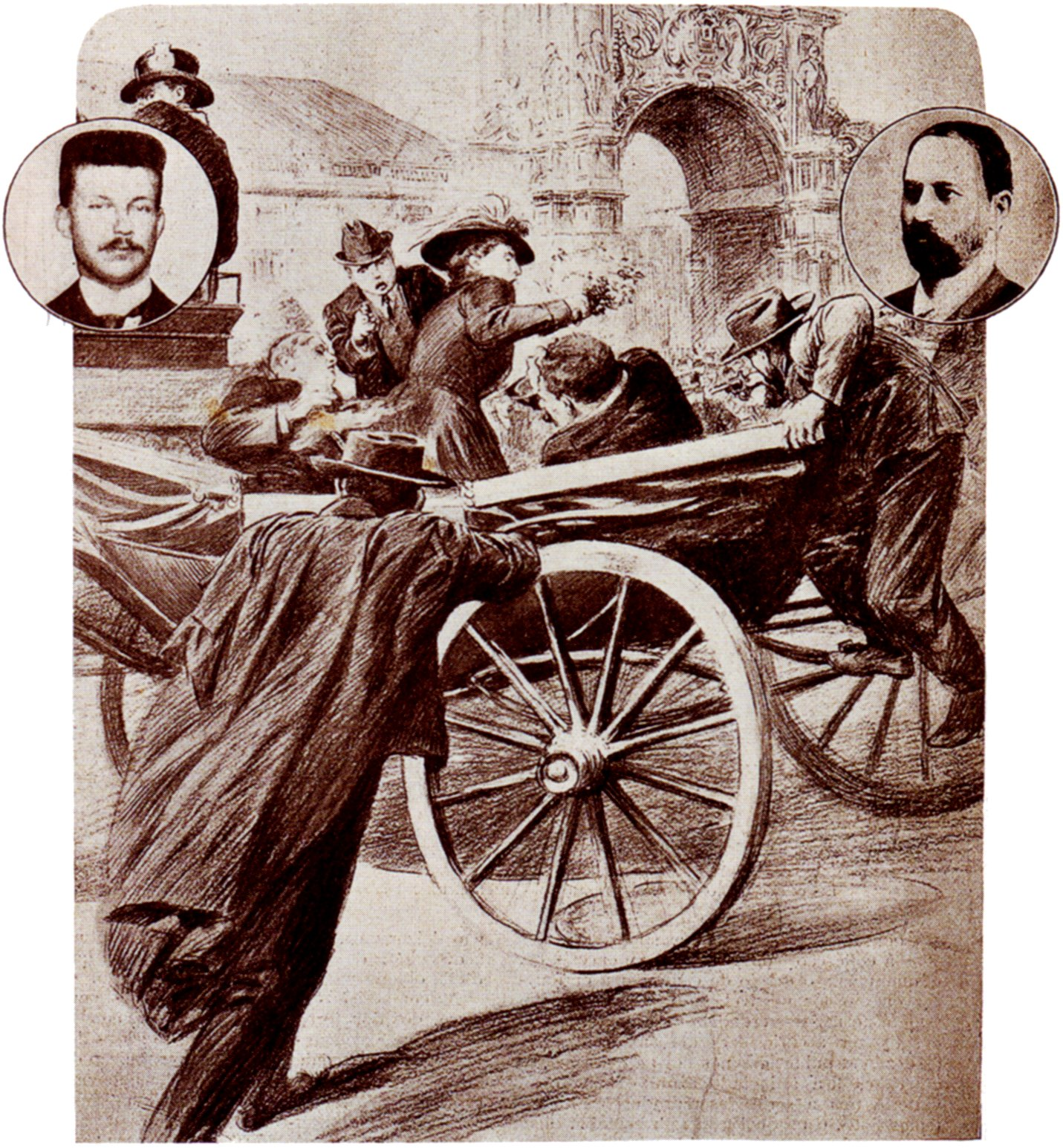
Illustratie van de Koningsmoord.

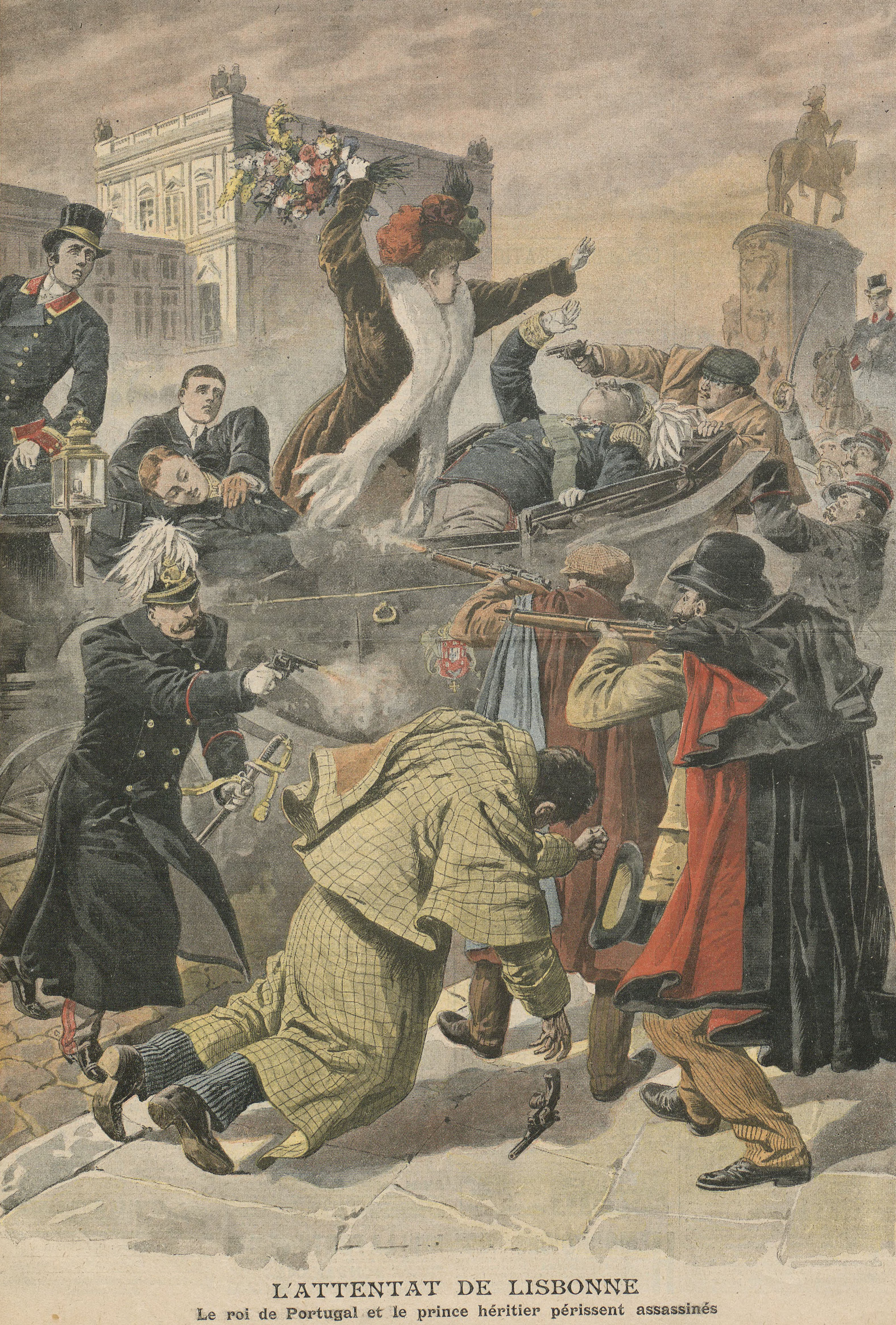
Eigentijdse prent van de aanslag uit Le Petit Journal, waarop vier schutters i.p.v. twee zijn weergegeven

De Koningsmoord van Lissabon (Portugees: O Regicídio de 1908) was de moord op koning Karel I van Portugal en kroonprins Lodewijk Filips van Portugal (hertog van Bragança) in 1908 door republikeins gezinde aanslagplegers en geholpen door elementen in de Portugese Carbonária, teleurgestelde politici en anti-monarchisten. 
De gebeurtenis vond plaats op 1 februari 1908 op het Praça do Comércio aan de oever van de rivier de Taag in Lissabon, dat vaak nog het Terreiro do Paço ("Paleisplein") genoemd wordt. 
Manuel Buíça opende het vuur met een geweer, waarna Alfredo Costa op de koets klom en met zijn revolver vuurde. Koningin Marie Amélie van Orléans liet zich opmerken door op te staan en hem met een bos bloemen te meppen, maar alleen haar jongste zoon bracht het er levend vanaf. De twee schutters werden meteen opgepakt door de politie en vrij kort daarna gedood, waarmee verder onderzoek naar de motivatie en organisatie van de aanslag sterk werd bemoeilijkt.
De koning stierf onmiddellijk, kroonprins Lodewijk Filips 20 minuten later (daarom wordt wel gezegd dat hij 20 minuten lang koning Lodewijk II is geweest). Zijn andere zoon, prins Emanuel, werd in zijn arm geraakt. Hij werd de nieuwe koning Emanuel II, maar niet voor lang. 

## Gevolgen
De aanslag bracht een grote schok teweeg in Portugal en de rest van Europa. De leider van de Portugese Republikeinse Partij (PRP), Bernardino Machado, nam afstand van de aanslag en benadrukte dat men geen misdaad wilde, maar een republiek invoeren 'langs vredelievende en wettelijke weg'. Niettemin werd de PRP na de aanslag in korte tijd zeer populair en slaagde op 5 oktober 1910 erin om een breed gedragen staatsgreep te plegen die bekend is geworden als de Oktoberrevolutie. De jonge koning Emanuel II vluchtte naar het Verenigd Koninkrijk en de Eerste Portugese Republiek werd uitgeroepen.